# Boat Harbour (Südgeorgien)
Der Boat Harbour (englisch für Bootshafen) ist ein kleiner und runder Naturhafen an der Nordküste Südgeorgiens. Er liegt südlich der Little Jason Lagoon im Jason Harbour.
Der Name der Bucht ist erstmals auf einer Landkarte der britischen Admiralität aus dem Jahr 1930 verzeichnet.